# Nguyễn Thị Sen (vận động viên)
Nguyễn Thị Sen (sinh ngày 16 tháng 2 năm 1991 tại Bắc Giang) là một vận động viên cầu lông người Việt Nam. Nguyễn Thị Sen và Vũ Thị Trang là hai tay vợt chủ chốt của đội Bắc Giang. Cô đã giành được huy chương vàng đôi nữ giải cầu lông quốc tế Đà Nẵng mở rộng, huy chương vàng đôi nữ giải các cây vợt xuất sắc toàn quốc, huy chương đồng đồng đội hỗn hợp và huy chương đồng đôi nữ giải Việt Nam Open, vô địch cầu lông đồng đội nữ Cup Proace. Nguyễn Thị Sen được đánh giá là "mảnh ghép hoàn hảo" với Vũ Thị Trang  nói riêng và cầu lông Bắc Giang nói chung. Bộ đôi này giúp Bắc Giang thống trị tuyệt đối nội dung đồng đội nữ, đôi nữ và đơn nữ. Thành tích gần đây nhất là chiến thắng tại Giải Cầu lông đồng đội toàn quốc 2017 do Li-Ning tài trợ.

## Thành tích

### BWF International Challenge/Series
Đôi nữ
| Năm  | Giải                         | Người đánh cặp | Đối thủ                            | Tỉ số              | Kết quả |
| ---- | ---------------------------- | -------------- | ---------------------------------- | ------------------ | ------- |
| 2016 | Bangladesh International     | Vũ Thị Trang   | Meghana Jakkampudi Poorvisha S Ram | 21-6, 20-22, 21-11 | Vô địch |
| 2016 | Vietnam International Series | Vũ Thị Trang   | Lim Yin Loo Yap Cheng Wen          | 21-18, 24-22       | Vô địch |
| 2014 | Vietnam International Series | Vũ Thị Trang   | Le Thi Thanh Thuy Dang Kim Ngan    | 22-20, 21-15       | Vô địch |

     BWF International Challenge
     BWF International Series
     BWF Future Series